# Plan Wahlen

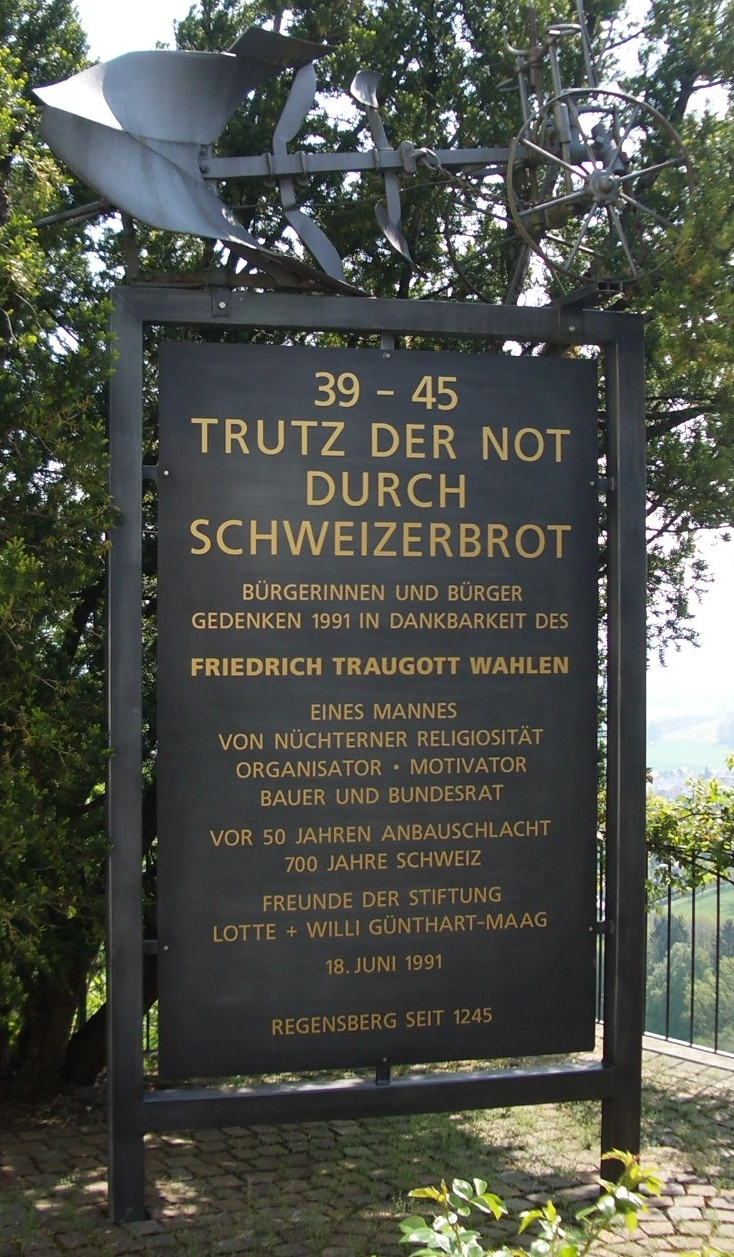
Gedenktafel zur Anbauschlacht in Regensberg, Kanton Zürich

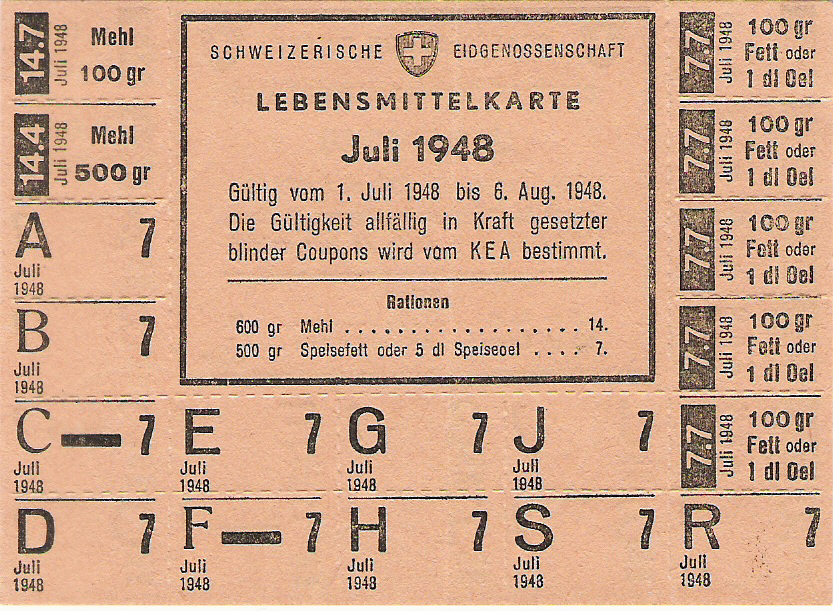
Lebensmittelrationierung vom 9. Oktober 1940 bis 24. Juni 1948

Der Plan Wahlen war ein Programm zur Förderung des innerschweizerischen Lebensmittelanbaus seit 1940. Er wurde auch als Anbauschlacht und als (schweizerisches) Anbauwerk bezeichnet. Vor dem Zweiten Weltkrieg importierte die Schweiz rund die Hälfte ihrer Nahrungsmittel aus dem Ausland. Um eine Lebensmittelknappheit bei einem drohenden Embargo der Achsenmächte abzuwenden, brachte der Landwirtschaftsspezialist und spätere Bundesrat Friedrich Traugott Wahlen seinen seit 1937 vorbereiteten Anbauplan am 15. November 1940 an eine breitere Öffentlichkeit. Kriegsbedingt wurde daraus eine Anbaupflicht.

## «Anbauschlacht»

Anbau von Kartoffeln auf dem Klosterplatz in St. Gallen (Bild aus dem Ersten Weltkrieg)

Durch Erhöhung der Eigenproduktion, Reduzierung der Viehzucht unter gleichzeitiger Ausweitung des Ackerbaus und durch Rationierung sollte die Selbstversorgung in der Schweiz gesichert werden. Die Selbstversorgungs-Anbaufläche sollte schrittweise von 180'000 auf 500'000 Hektaren erhöht werden. Die Grundlagen des Plans Wahlen waren schon älter. Bereits im Ersten Weltkrieg war ein entsprechender Plan umgesetzt worden, allerdings noch wesentlich lückenhafter.
Bis auf grosse Höhen mussten Nahrungsmittel angepflanzt werden und zur Ausdehnung des Ackerbaus sollte Land durch Rodungen, Melioration und durch den Einbezug von nicht-landwirtschaftlich genutzten Flächen wie Brachen oder öffentlichen Parks und Sportplätzen gewonnen werden. Die bepflanzte Landwirtschaftsfläche wurde zwischen 1940 und 1945 von 183'000 auf 352'000 Hektaren erweitert. Eine halbe Million Kleinpflanzer und die Arbeiter von 12'000 Industriebetrieben bewirtschafteten zusätzlich über 20'000 Hektaren nicht-landwirtschaftlich genutzte Fläche. Bei der Planung der Bodenverbesserungen wirkte das Eidgenössische Meliorationsamt mit den Kulturingenieuren Alfred Strüby (1889–1949) und Ernst Ramser (1894–1963) massgeblich mit.
Das zweite Kernelement war die Umstellung der Produktionsrichtung von Graswirtschaft bzw. Nutztierhaltung auf Ackerbau, da eine gegebene Fläche Land wesentlich mehr Menschen ernährt, wenn Kulturpflanzen angebaut werden, die direkt verwendbare Nahrungsmittel liefern, also solche, die nicht erst über den tierischen Körper unter grossen energetischen Verlusten veredelt werden müssen. Dank dieses gemeinsamen Einsatzes brauchte die Schweiz als einziges Land in Europa Kartoffeln, Gemüse und Obst nie zu rationieren.
Als der Plan Wahlen bei Kriegsende abgebrochen wurde und nicht länger Grundlage der schweizerischen Agrarpolitik war, lag er 60'000 ha über den für diesen Zeitpunkt geplanten 300'000 ha. Das ursprüngliche Ziel der «Anbauschlacht» von 500'000 ha wurde dank dem Kriegsende nicht mehr erreicht. Am 30. Juni 1945 trat F. T. Wahlen vom Amt des Beauftragten für das Anbauwerk zurück, um die Umstellung der Agrarwirtschaft auf Friedenswirtschaft zu ermöglichen. 
Von 1940 bis 1945 stieg der Selbstversorgungsgrad der Schweiz mit Lebensmitteln von 52 auf 70 Prozent. Die Brotgetreideproduktion verdoppelte sich, die Kartoffelernte wurde verdreifacht und die Gemüseernte vervierfacht. Da die ganze Agrarstruktur verändert wurde, ist der Selbstversorgungsgrad schwierig abzuschätzen. Als Mittelwert aus verschiedener Literatur wird er für 1939 auf 52 Prozent und für 1943 bis 1945 auf 70 bis 75 oder 80 Prozent geschätzt. Beim Tabak wurde die Anbaufläche zwischen 1939 und 1946 von 770 Hektaren auf 1'472 Hektaren verdoppelt, womit ein Selbstversorgungsgrad von rund 24 Prozent erreicht wurde.
Der Plan Wahlen bewahrte die Schweizer Bevölkerung und die rund 300'000 Flüchtlinge vor Hunger und allzu grossen Entbehrungen. Die «Anbauschlacht» hatte auch eine psychologische Wirkung und galt als Symbol für den Widerstandswillen der Schweiz.
Ein ähnliches Programm im nationalsozialistischen Deutschland nannte sich «Erzeugungsschlacht». Hitler strebte für das Deutsche Reich einen höheren Autarkie-Grad an (→ Vierjahresplan).

## Übrige Rationierungs-Bereiche
Der Wahlen-Plan umfasste aber nicht nur die Nahrungsmittel-Versorgung. Eine zeitgenössische Briefmarke etwa rief die Bevölkerung auf, «zum Durchhalten» Altstoffe zu sammeln. Zudem war z. B. auch das Heizmaterial (v. a. Steinkohle, Öl wurde im Zweiten Weltkrieg praktisch nicht zum Heizen verwendet) drastisch verknappt: Ein Zeitzeuge berichtet, dass die Hausheizungen auch mit Tannenzapfen und anderem Restholz befeuert werden mussten, weil bei normalem Brennholz die Industrie Vorrang genoss.

## Rezeption
Obwohl der Grossteil der Bevölkerung den durch die Notlage aufgrund des Plans Wahlen notwendigen staatlichen Eingriffen Verständnis entgegenbrachte, gab es auch Fälle, wo die staatlichen Regulierungen umgangen wurden oder ihnen Widerstand geleistet wurde. Ein Beispiel derartiger Auseinandersetzungen zeigt der auf einer Erzählung von Meinrad Inglin von 1947 beruhende Spielfilm Der schwarze Tanner (1985). Unter demselben Titel wird das Thema in einem Theaterstück behandelt, das 2007 am Freilichtmuseum Ballenberg aufgeführt wurde.
In einer Reihe von Dokumentarfilmen von 2006, in denen Zeitzeugen zu Wort kommen, hat der «Verein zur Wahrung der Erinnerung an Bundesrat Prof. Dr. Friedrich Traugott Wahlen und den Anbauplan (1940 bis 1945)» zur Würdigung Wahlens und zur Erinnerung an sein Anbauwerk beigetragen.